# Mistrzostwa Świata w Kajakarstwie Górskim 1951
2. Mistrzostwa świata w kajakarstwie górskim odbyły się w dniach 30–31 lipca 1951 w austriackim Steyr. Zawodnicy rywalizowali ze sobą w ośmiu konkurencjach: czterech indywidualnych i czterech drużynowych.

## Końcowa klasyfikacja medalowa
| Miejsce | Państwo        | Złoto | Srebro | Brąz | Razem |
| ------- | -------------- | ----- | ------ | ---- | ----- |
| 1       | Austria        | 4     | 2      | 1    | 7     |
| 2       | Francja        | 2     | 2      | 1    | 5     |
| 3       | Czechosłowacja | 1     | 2      | 1    | 4     |
| 4       | Szwajcaria     | 1     | 0      | 3    | 4     |
| 5       | RFN            | 0     | 2      | 1    | 3     |

## Medaliści
| Konkurencja:           | Złoto:                                                                                             | Srebro:                                                                                               | Brąz: |
| C-1 mężczyzn           | Charles Dussuet                                                                                    | Jaroslav Váňa                                                                                         | Jacques Marsigny                                                                                           |
| C-1 drużynowo mężczyzn | Czechosłowacja · Václav Nič · Jaroslav Váňa · Jan Pecka                                            | Francja · Jacques Marsigny · Roger Paris · Pierre Biehler                                             | - |
| C-2 mężczyzn           | Francja · Claude Neveu · Roger Paris                                                               | Francja · Jacques Musson · André Pean                                                                 | Czechosłowacja · Václav Havel · Jiří Pecka                                                                 |
| C-2 drużynowo mężczyzn | Francja · Pierre d'Alençon i Jean Dreux · Jacques Musson i André Pean · Claude Neveu · Roger Paris | Czechosłowacja · Václav Nič i Jan Šulc · Bohuslav Fiala i Bohumil Berdych · Václav Havel i Jiří Pecka | Szwajcaria · Charles Dussuet i Deglise Melle · Pierre Dufour i R. Esseiva · Jean-Paul Rössinger i R. Junod |
| K-1 mężczyzn           | Hans Frühwirth                                                                                     | Rudolf Pillwein                                                                                       | Rudolf Sausgruber                                                                                          |
| K-1 drużynowo mężczyzn | Austria · Hans Frühwirth · Rudolf Pillwein · Othmar Eiterer                                        | RFN · Albert Krais · Ernst Sonntag · Erich Seidel                                                     | Szwajcaria · Eduard Kunz · Werner Zimmermann · Jean Engler                                                 |
| K-1 kobiet             | Gerti Pertlwieser                                                                                  | Fritzi Schwingl                                                                                       | Anni Reifinger                                                                                             |
| K-1 drużynowo kobiet   | Austria · Gerti Pertlwieser · Fritzi Schwingl · Heidi Pillwein                                     | RFN · Anni Reifinger · Liesl Fischer · Anni Anwander                                                  | Szwajcaria · Eva Speck · Elsa Oderholz · Madeleine Zimmermann                                              |